# Joan Pau Giné
Joan Pau Giné (Bages de Rosselló, 1947) é um cantor e compositor de língua catalã da chamada Catalunha do Norte, associado com o movimento da Nova Canção, muito forte no Principado da Catalunha e tem seus representantes máximo no grupo dos Setze Jutges ("Dezesseis Juízes").

## Biografia
Giné nasceu no Rossilhão, com o nome francês de Jean Paul (João Paulo). Sua mãe, Esteveta Fabre é uma pequena comerciante e seu pai, Jean Giné (originário de La Serra, campo de Tarragona), é camponês. Cursa o ensino primário na escola pública de Bages. O ensino secundário no "curso complementar" de Tuïr. Cursa o ensino secundário no liceu Aragão de Perpinhão, bacharelado em filosofia.
Em 1965 participa da criação da associação Charles Fourier. Dessa data são os primeiros contactos com a cultura catalã, graças a uma conferência de Pau Roure sobre os Almogávares. Compromete-se com a canção e a música fazendo uma conferência que tratou sobre Georges Brassens.
Em 1966 cria o Teatre dels Aspres (cenas, canções, recitais de poesia) e encontra-se com Pierre Figueres, de Pontellà. Jean Paul e Pierre não são ainda Joan Pau e Pere. Ambos cantam em francês, o primeiro, os seus próprios textos, mas também Le déserteurs de Boris Vian, tornado célebre por Serge Regiani; o segundo, exclusivamente os textos de Brassens, porém já incluiu ao seu repertório Al vent do cantor catalão Raimon. Tem preferência pela poética de revolta contra a moda ié-ié-ié.
Passa um período em Paris com o seu primo Guy Trilles.

### Lião, Nantes e Montpeller
Em 1967 deixa Bages para continuar os estudos superiores. Primeiro na Universidade de Lião. No biênio 1967-1968 inscreve-se na Faculdade de Letras e Ciências Humanas, na seção de Psicologia. Os acontecimentos de maio de 1968 o levam a Paris com seu primo Trilles. Em 1969-1970 inscreve-se na seção de Letras Modernas. Financia seus estudos trabalhando como vigilante no Liceu de Nantes (departamento de l'Ain) e trabalhando, um certo tempo, numa empresa de colchões.
Sai da Universidade de Lião (1971-1972) para ir à de Montpellier, onde se inscreve na seção de Letras Modernas. Continua a trabalhar em diversas empresas da região do Roine. Durante todo esse período, desenvolve o seu método de violão e escreve canções em francês. Nas férias em Bages constata a penúria da canção norte-catalã.

### Os anosAdiu, ça va
1973-1982: Verão de 1973. Volta ao país depois de sete anos de exílio. É professor substituto no ensino primário: em Guingueta d'Ix, em Oceja, em Sant Pau de Fenollet, em Bompàs e em Tuïr. Demitir-se-á do Ensino Nacional em 1982. É durante esse período de quase dez anos que afirma o seu desejo de escrever canções e ir-se pelos povoados.
Além de Pere Figueres, o amigo de sempre do grupo Guillem de Cabestany, primeira reunião de cantores militante da Nova Canção, encontra-se com a maioria dos que expressar uma vitalidade criativa, principalmente no domínio francês: Antoine Candélas, Serge Lladró, Guy Jacquet, Philippe olivier, François Desnuelles. Engaja-se no Théâtre de la Rencontre e na Comédie du Roussillon, de Jean Darie e Marie Rouvray.
1975: Junho. Sob a proteção dos Amics de Truc, canta pela primeira vez textos catalães "de sua lavra" entre os quais L'Adam, e também em francês, Le chevallier de Gasconhe; revelou-se ao país e daí por diante não parará mais de cantar.
1976: Ano da sua reconversão catalã.